# Anton Johannes Waldeyer

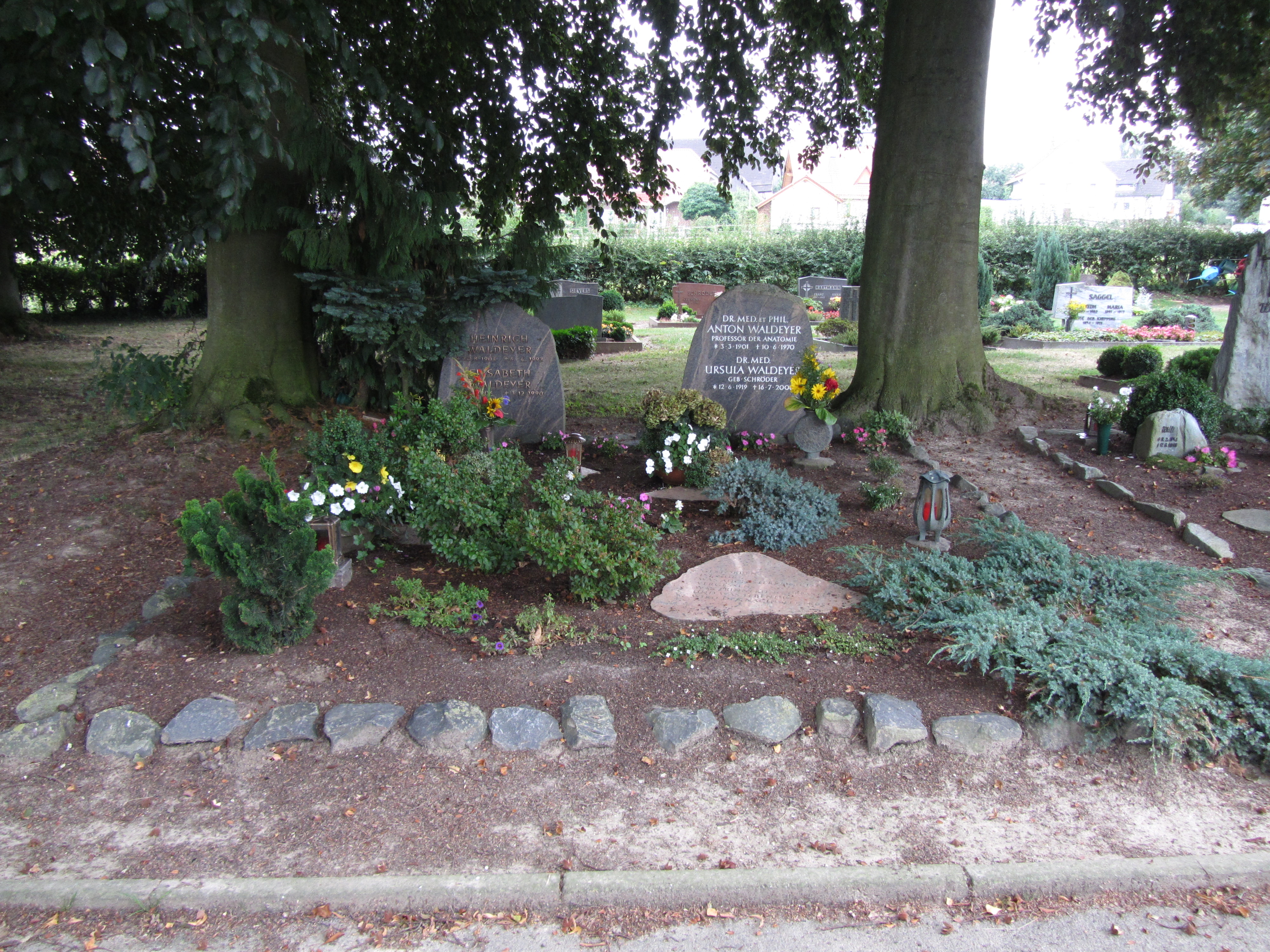
Grabstätte in Titelsen

Anton Johannes Waldeyer (* 3. März 1901 in Tietelsen (Beverungen); † 10. Juni 1970 in West-Berlin) war ein deutscher Anatom. Sein erstmals 1942 erschienenes Werk Anatomie des Menschen hat Generationen von Studierenden und Ärzten begleitet und wurde 2012 in 19. Auflage herausgegeben.

## Leben und Wirken
. Anton Waldeyer wurde in eine westfälische Bauernfamilie geboren. Der Anatom Wilhelm von Waldeyer-Hartz (1836–1921) war sein Großonkel.[Beleg fehlt] Wie er erhielt auch Anton Waldeyer, nachdem er die Rektoratsschule in Brakel besucht hatte, seine weitere Schulausbildung am Theodorianum  in Paderborn. Er begann sein Medizinstudium 1921 an den Universitäten von Münster und Berlin und ab Wintersemester 1923/1924 die klinischen Fächer in Würzburg und München. In München wurde er 1925 bei Rudolf Martin mit einer Dissertation Zur Individual- und Rassenanatomie des menschlichen Kehlkopfes zum Doktor der Philosophie promoviert. Bereits einen Teil seiner Medizinalpraktikantenzeit verbrachte Waldeyer in der Anatomie. Nach seinem in Würzburg 1926 bestandenen Medizinischen Staatsexamen wurde er 1927 approbiert. Im gleichen Jahr wurde er in Würzburg mit der Arbeit Der Bau der Aortenwand bei Amphibien und Reptilien zum Doktor der Medizin promoviert. Später wechselte er an die Christian-Albrechts-Universität zu Kiel. Nach erneutem Wechsel und Habilitation wurde Waldeyer 1931 an der Albert-Ludwigs-Universität Freiburg zum Privatdozenten ernannt. Noch im gleichen Jahr wurde er als Professor für Anatomie an die Tongji-Universität Shanghai berufen. Im Jahr 1934 trat er der NSDAP bei. 1935 ging Anton Waldeyer an die Friedrich-Wilhelms-Universität Berlin, wo er 1936 zum außerordentlichen Professor für Anatomie und Histologie ernannt wurde.
In Berlin verfasste er sein bekanntes Lehrbuch Anatomie des Menschen als Grundriss für Studierende und Ärzte, dessen erster Band erstmals 1942 erschien. Es unterschied sich von den etablierten Lehrbüchern (vgl. etwa Hermann Braus (1921), Siegfried Mollier (1924), Wilhelm Lubosch 1925 und Alfred Benninghoff (1939)) durch seine – möglicherweise auch kriegsbedingte –  Ausrichtung auf den wesentlichen Lehrstoff und wurde entsprechend kritisch von seinen Zeitgenossen besprochen.
1945 wurde Anton Waldeyer als Professor mit Lehrauftrag an die Universität Münster berufen. Der Umbruch des zweiten Bandes der Anatomie des Menschen war im Zweiten Weltkrieg zerstört worden und konnte daher erst 1950 erscheinen. 1953 kam die 2. Auflage des ersten Bandes heraus.
1954 kehrte Anton Waldeyer nach Berlin zurück. In Nachfolge des 1952 verstorbenen Hermann Stieve wurde er zum Professor für Anatomie an die Humboldt-Universität zu Berlin berufen und zum Direktor des Anatomischen Instituts ernannt. Später (1961 bis zu seiner Emeritierung 1966) war er Dekan der Medizinischen Fakultät der Humboldt-Universität. Waldeyer widmete sich insbesondere dem Wiederaufbau des im Krieg zerstörten Instituts, welches er bis 1966 leitete.
Am 15. Januar 1961 wurde Waldeyer als ordentliches Mitglied der Deutschen Akademie der Wissenschaften zu Berlin, der heutigen Berlin-Brandenburgischen Akademie der Wissenschaften, aufgenommen. 1960 wurde ihm der Vaterländische Verdienstorden in Bronze verliehen.
1970 verstarb Anton Johannes Waldeyer im Alter von 69 Jahren in West-Berlin an einem Herzinfarkt und wurde am 15. Juni 1970 auf dem Friedhof in Tietelsen bestattet. Am 28. August 2002 wurde in Tietelsen ein Gedenkstein für Waldeyer aufgestellt.
Das Lehrbuch von Anton Johannes Waldeyer wurde zuletzt im Jahr 2012 von Friedrich Anderhuber, Franz Pera und Johannes Streicher unter dem Titel „Waldeyer – Anatomie des Menschen“ im De Gruyter-Verlag herausgegeben.

## Anton-Waldeyer-Stiftung
Anton Waldeyer und seine Frau Ursula Waldeyer (1919–2006) hinterließen der Anatomischen Gesellschaft testamentarisch eine Geldsumme, die in Form der „Anton-Waldeyer-Stiftung“ festgeschrieben worden ist. Sie wurde von der Bezirksregierung Köln als selbständige Stiftung bürgerlichen Rechts mit Sitz in Sankt Augustin am 26. Januar 2009 als rechtsfähig anerkannt. Aus den Erträgen des Stiftungskapitals wird in regelmäßigen Zeitabständen der „Anton-Waldeyer-Preis“ der Anatomischen Gesellschaft ausgelobt.

## Schriften (Auswahl)
- Zur Individual- und Rassenanatomie des menschlichen Kehlkopfes. Dissertation. Ludwig-Maximilians-Universität München, 1925. (Auch in: Z. Morph. Anthropol. 26, 1927, S. 68–126)
- Der Bau der Aortenwand bei Amphibien und Reptilien. Dissertation. Julius-Maximilians-Universität Würzburg, 1927.
- Die Entwicklung der Vogelniere mit besonderer Berücksichtigung des Gefäßsystems: Untersuchungen am Hühnchen. Habilitationsschrift. Albert-Ludwigs-Universität Freiburg, 1931.
- Anatomie des Menschen für Studierende und Ärzte. 2 Bände. 1. Auflage. Walter de Gruyter, 1942 (Band 1), 1950 (Band 2). (19. Auflage. 2012, Lehrbuch und Atlas in einem Band)